# Vitrificação
Vitrificação é a transformação total ou parcial de uma substância em um vidro, ou seja, um sólido não cristalino ou amorfo. Os vidros diferem estruturalmente dos líquidos e possuem um maior grau de conectividade com a mesma dimensionalidade de ligações de Hausdorff que os cristais: H escuro = 3. Na produção de cerâmicas, a vitrificação é responsável pela sua impermeabilidade à água.
Em termos químicos, a vitrificação é característica de materiais amorfos ou sistemas desordenados e ocorre quando a ligação entre partículas elementares (átomos, moléculas, blocos formadores) se torna maior que um certo valor limite. As flutuações térmicas quebram as ligações; portanto, quanto menor a temperatura, maior o grau de conectividade. Por isso, materiais amorfos têm uma temperatura limite característica denominada temperatura de transição vítrea (Tg): abaixo de Tg os materiais amorfos são vítreos, enquanto acima de Tg eles são fundidos.
A vitrificação geralmente é obtida aquecendo os materiais até que eles se liquefaçam e, em seguida, resfriando o líquido, geralmente rapidamente, para que ele passe pela transição vítrea e forme um sólido vítreo. Certas reações químicas também resultam em vidros. Um estudo sugere durante a erupção do Monte Vesúvio em 79 d.C., o cérebro de uma vítima foi vitrificado pelo calor extremo das cinzas vulcânicas; no entanto, isso tem sido fortemente contestado.
As aplicações mais comuns são na fabricação de cerâmica, vidro e alguns tipos de alimentos, mas há muitas outras, como a vitrificação de um líquido semelhante ao anticongelante na criopreservação. Em um sentido diferente da palavra, a incorporação de material dentro de uma matriz vítrea também é chamada de vitrificação. Uma aplicação importante é a vitrificação de resíduos radioativos para obter uma substância considerada mais segura e estável para descarte.

## Aplicações
Quando a sacarose é resfriada lentamente, ela resulta em açúcar cristal, mas quando resfriada rapidamente, pode formar algodão doce xaroposo (algodão doce).
A vitrificação também pode ocorrer em um líquido como a água, geralmente por meio de resfriamento muito rápido ou pela introdução de agentes que suprimem a formação de cristais de gelo . Isso contrasta com o congelamento comum, que resulta na formação de cristais de gelo. A vitrificação é usada na microscopia crioeletrônica para resfriar amostras tão rapidamente que elas podem ser visualizadas com um microscópio eletrônico sem danos. Em 2017, o prêmio Nobel de química foi concedido pelo desenvolvimento desta tecnologia, que pode ser usada para obter imagens de objetos como proteínas ou partículas de vírus.
A vitrificação é usada no descarte e armazenamento de longo prazo de resíduos nucleares ou outros resíduos perigosos em um método chamado geofusão. Os resíduos são misturados com produtos químicos formadores de vidro em um forno para formar vidro fundido que então se solidifica em recipientes, imobilizando assim os resíduos. A forma final do resíduo se assemelha à obsidiana e é um material durável e não lixiviante que retém efetivamente os resíduos em seu interior. É amplamente assumido que tais resíduos podem ser armazenados por períodos relativamente longos nesta forma sem preocupação com contaminação do ar ou das águas subterrâneas. A vitrificação em massa usa eletrodos para derreter solo e resíduos onde eles ficam enterrados. Os resíduos endurecidos podem então ser desenterrados com menos risco de contaminação generalizada. De acordo com o Pacific Northwest National Labs, "a vitrificação bloqueia materiais perigosos em uma forma de vidro estável que durará milhares de anos".

### Cerâmica
Vitrificação é a fusão parcial progressiva de uma argila, ou de um corpo, como resultado de um processo de queima. À medida que a vitrificação prossegue, a proporção de ligação vítrea aumenta e a porosidade aparente do produto queimado torna-se progressivamente menor. Os corpos vítreos têm porosidade aberta e podem ser opacos ou translúcidos. Neste contexto, "porosidade zero" pode ser definida como menos de 1% de absorção de água. Entretanto, vários procedimentos padrão definem as condições de absorção de água. Um exemplo é o da ASTM, que afirma: "O termo vítreo geralmente significa menos de 0,5% de absorção, exceto para pisos e revestimentos cerâmicos e isolantes elétricos de baixa tensão, que são considerados vítreos com até 3% de absorção de água."
A cerâmica pode ser tornada impermeável à água por meio de esmaltação ou vitrificação. Porcelana e louças sanitárias são exemplos de cerâmica vitrificada e são impermeáveis mesmo sem esmalte. O grés pode ser vitrificado ou semi-vitrificado; este último tipo não seria impermeável sem esmalte.

### Criopreservação
A vitrificação na criopreservação é usada para preservar, por exemplo, óvulos humanos (oócitos) e embriões. Previne a formação de cristais de gelo e é um processo muito rápido: -23.000 °C/min. Muitas plantas lenhosas que vivem em regiões polares vitrificam naturalmente suas células para sobreviver ao frio. Alguns podem sobreviver à imersão em nitrogênio líquido e hélio líquido. A vitrificação também pode ser usada para preservar espécies de plantas ameaçadas de extinção e suas sementes. Por exemplo, sementes recalcitrantes são consideradas difíceis de preservar. A solução de vitrificação de plantas (PVS), uma das aplicações da vitrificação, preservou com sucesso sementes de Nymphaea caerulea.